# شیمازو تاداهیسا
شیمازو تاداهیسا (به ژاپنی: 島津 忠久 Shimazu Tadahisa); تاریخ ورودی نامعتبر است – ۱ اوت ۱۲۲۷) سامورایی و بنیانگذار خاندان شیمازو اهل ژاپن بود.